# LG복지재단
LG복지재단은 국가와 사회 정의를 위해 자신을 희생한 의인에 대한 지원사업, 소외계층 및 아동·청소년 복지사업, 복지시설 건립사업을 목적으로 1991년 1월 설립된 사회복지법인이다.

## 연혁
- 1991년 1월 사회복지법인 '럭키금성복지재단' 설립
- 1991년 1월 구자경 초대 대표이사 취임
- 1995년 2월 사회복지법인 'LG복지재단'으로 법인명 변경
- 2015년 1월 구본무 제2대 대표이사 취임
- 2018년 7월 이문호 제3대 대표이사 취임
- 2022년 4월 구연경 제4대 대표이사 취임

## 주요 사업
- 사회적 의인 지원 사업
  - LG 의인상

- 아동·청소년 복지 사업
  - 지역아동센터(공부방) 지원
  - 소년소녀가장 지원
  - 도서벽지 교육용지자재 지원
  - 전국 중고교 마당놀이 무료순회공연
  - 교육용 비디오테이프 제작 및 보급
  - 결식아동 지원
  - 저신장 아동 성장호르몬제 유트로핀을 지원
  - 보육시설 건립 사업

- 노인-장애인-기타 복지 사업
  - 복지관 건립 사업
  - 집 고치기 사업
  - 독거 노인 생활필수품 지원 사업
  - 특수교육 지원 사업
  - 무료진료시설 지원 사업
  - 가전제품 지원 사업 (사랑품앗이 사업)